# 中西林场
中西林场是中华人民共和国福建省漳州市漳浦县下辖的一个类似乡级单位。

## 行政区划
下辖以下村级行政区划单位：
中西村和掷石村。